# Aitana Sánchez-Gijón
Pour les articles homonymes, voir Sánchez et Angelis.
Aitana Sánchez-Gijón, née le 5 novembre 1968 à Rome, est une actrice hispano-italienne, reconnue pour son engagement féministe.

## Biographie

### Enfance et carrière
Elle est née à Rome en Italie, d'un père espagnol professeur d'histoire et d'une mère italienne professeur de mathématiques, elle fait ses débuts à 16 ans dans la série de Pedro Masó, Segunda Enseñanza, puis au cinéma à 18 ans dans Romanza Final de José María Forqué. Elle tourne dans de nombreuses séries télévisées, fait du cinéma et du théâtre.
En 2000, elle fait partie du jury du Festival de Cannes, présidé par Luc Besson.
En France, hormis sa participation au Festival de Cannes, elle est surtout connue pour avoir joué dans le film Madres paralelas de Pedro Almodóvar (2021), rôle pour lequel elle obtient le prix Feroz en 2022, ainsi que dans ses rôles dans la série télévisée Velvet (2014-2016), et dans la série médicale à succès Respira à partir de 2024 sur Netflix.
En 2024, elle interprète le rôle principal de la pièce La Mère, de Florian Zeller, pour lequel elle remporte tous les principaux prix de théâtre en Espagne (Prix Talia, Prix Fotogramas, Prix du Syndicat des acteurs). 

### Engagement social et sociétal
Aitana Sánchez-Gijón est une personnalité engagée dans la défense de la condition féminine et des droits des femmes.

### Vie privée
De 2002 à 2020, elle a été en couple avec le sculpteur Guillermo Papim Luccadane. Ensemble, ils ont deux fils, Teo, né en 2001 et Bruna, né en 2004.

### Distinctions officielles
- 1998 : Prix Flaiano d'interprétation (Pescara, Italie)
- 1999 : Coquille d'argent de la meilleure actrice (Saint-Sébastien);
- 2004 : Prix Barcelona de la meilleure actrice (Barcelone)
- 2015 : Médaille d'Or de l'Académie du cinéma espagnol (Madrid)
- 2022 : Prix Feroz de la meilleure actrice de soutien (Madrid)
- 2024 : Médaille d'or du mérite des beaux-arts, décernée par le Ministère de l'Éducation, de la Culture et des Sports espagnol[8]
- 2025 : Prix Goya d'honneur

## Filmographie

### Cinéma

#### Années 1980
- 1986 : Romanza final (Gayarre) de José María Forqué : Alicia
- 1987 : Redondela de Pedro Costa : [Qui ?]
- 1988 : Jarrapellejos de Antonio Giménez-Rico : Isabel
- 1988 : Remando al viento de Gonzalo Suárez : Teresa Guiccioli
- 1988 : Vientos de cólera de Pedro de la Sota : María
- 1988 : No hagas planes con Marga de Rafael Alcázar : Charo
- 1989 : Bajarse al moro de Fernando Colomo : Elena
- 1989 : El mar y el tiempo de Fernando Fernán Gómez : Mer

#### Années 1990
- 1990 : The Monk (Seduction of a Priest) de Francisco Lara Polop : Sœur Ines
- 1992 : Habanera 1820 de Antonio Verdaguer : Amelia
- 1993 : El laberinto griego de Rafael Alcázar : Bernadette
- 1993 : El marido perfecto de Beda Docampo Feijóo : Klara
- 1993 : El pájaro de la felicidad de Pilar Miró : Nani
- 1995 : Les Vendanges de feu (A walk in the clouds) de Alfonso Aráu : Victoria Aragon
- 1995 : Boca a boca de Manuel Gómez Pereira : Amanda
- 1995 : La ley de la frontera de Adolfo Aristarain : Bárbara (John)
- 1996 : La leyenda de Balthasar el Castrado de Juan Miñón : Maria de Loffredo
- 1996 :  L'amour nuit gravement à la santé (El amor perjudica seriamente la salud) de Manuel Gomez Pereira : le mannequin
- 1997 : Sus ojos se cerraron y el mundo sigue andando de Jaime Chávarri : Juanita
- 1997 : La part du mal de Juan José Campanella : Vicky Rivas
- 1997 : La Femme de chambre du Titanic de Bigas Luna : Marie
- 1998 : Yerma de Pilar Távora : Yerma
- 1999 : Volavérunt de Bigas Luna : Duchesse de Alba
- 1999 : Celos de Vicente Aranda : Carmen

#### Années 2000
- 2000 : Sin dejar huella de María Novaro : Ana
- 2001 : Mi dulce de Jesús Mora Gama : Ángela
- 2001 : Au bonheur des hommes (Hombres felices) de Roberto Santiago : Ana
- 2003 : Un homme, un vrai de Arnaud et Jean-Marie Larrieu : Dolores
- 2003 : L'Été où j'ai grandi (Io non ho paura) de Gabriele Salvatores : Anna
- 2004 : La puta y la ballena de Luis Puenzo : Vera
- 2005 : The Machinist de Brad Anderson : Marie
- 2006 : Animales heridos de Ventura Pons : Claudia
- 2006 : The Blackwoods de Koldo Serra : Isabel
- 2007 : La carta esférica de Imanol Uribe : Tánger Soto
- 2007 : Oviedo Express de Gonzalo Suárez : Mariola Mayo
- 2008 : Háblame de amor de Silvio Muccino : Nicole
- 2009 : La escarcha (The frost) de Ferran Audí : Rita

#### Années 2020
- 2011 : Gli sfiorati de Matteo Rovere : Vima
- 2011 : Maktub de Paco Arango : Beatriz
- 2012 : Perros muertos de Koldo Serra :
- 2014 : El club de los incomprendidos de Carlos Sedes : Mara[9]
- 2017 : Thi Mai de Patricia Ferreira : Elvira
- 2019 : Velvet : Un Noël pour se souvenir de Gustavo Ron : Blanca Soto
- 2021 : Madres paralelas de Pedro Almodóvar : Teresa

#### Courts métrages
- 1992 : Deseo oculto
- 1999 : Ruleta : Fille
- 2011 : La muerte de Otilia Ruiz : Elouisa
- 2015 : Disco Inferno : The Devil
- 2016 : El pozo : Ana

### Télévision

#### Téléfilms
- 1987 : Casanova de Simon Langton : Therese
- 1993 : Moscacieca de Mario Caiano : Bianca
- 2003 : Carta mortal de Eduard Cortés : María
- 2015 : Teresa de Jorge Dorado : Doña Jimensa
- 2017 : ¿Qué fue de Jorge Sanz? Buena racha de David Trueba : elle-même

#### Séries télévisées
- 1986 : Segunda enseñanza : Sisi (7 épisodes)
- 1991 : La huella del crimen 2 : Yvette Romero (1 épisode)
- 1991 : El Quijote de Miguel de Cervantes : Dorotea (2 épisodes)
- 1994 : La mujer de tu vida 2: la mujer impuntual : Laura (1 épisode)
- 1995 : La regenta (Mini-série) : Ana Ozores (3 épisodes)
- 2004 : Los 80 : Nuria Acosta (6 épisodes)
- 2010 : Estudio 1 : Leonarda (1 épisode)
- 2014-2016 : Velvet : Blanca Soto (55 épisodes)
- 2017-2018 : Velvet Colección : Blanca Soto (20 épisodes)
- 2024 : Respira : la chirurgienne Pilar Amaro